# Genmar Holdings

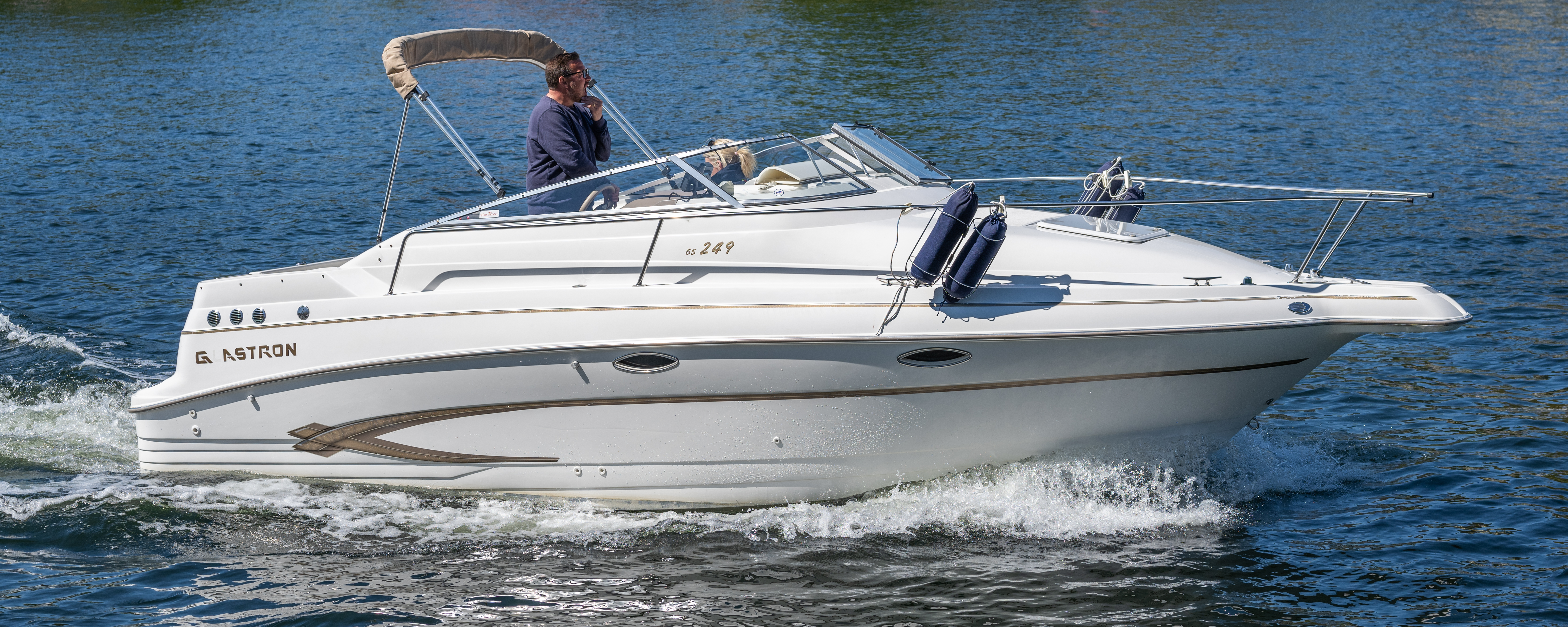
Glastron NZ7

Genmar Holdings, Inc., tidigare benämnt Minstar, var en amerikansk tillverkare av fritidsbåtar. Det grundades 1978 av Irwin L. Jacobs (1941–1919). Det hade huvudkontor i Minneapolis i Minnesota, med kontor också i Little Falls och Cadillac i Michigan. Genmar Holdings var vid mitten av 2000-talet USA:s näst största tillverkare av fritidsmotorbåtar efter Brunswick Corporation.
Irwin Jacobs byggde upp Genmar Holdings under ett kvartssekel. Larson Boat Works, från 1915, var Genmars äldsta båttillverkare, och många av de andra ingående företagen var grundade på 1950- och 1960-talen.
År 1978 köpte Jacobs en kontrollpost i snöskotertillverkaren Arctic Enterprises, Inc. i Minnesota, vilken också ägde Larson Boats (glasfiberbåtar) och Lund boats (aluminiumbåtar). Arctic Enterprises snöskoterdivision gick dåligt, och Jacobs sålde denna 1981. Därefter omdöptes företaget till Minstar och expanderade in i diverse branscher. Samtidigt växte också företagets båtdel.
Vid mitten av 1980-talet konsoliderades fyra fritidsbåttillverkare inom Minstar i ett företag, Genmar Industries Inc., som ägdes till 82 procent av Minstar. Det köpte 1987 sportbåttillverkaren Glastron. 
Minstar köptes 1988 ut från börsen av Jacobs och en kompanjon.
År 1998 hade Genmar tillverkning i Little Falls och New York Mills i Minnesota, i Ontario i Kanada (märkena Lund, Crestliner och Ranger) samt i Kansas. När konkurrenten Outboard Marine Corporation gick i konkurs 2001 köpte Genmar dess division för båttillverkning, medan utombordsmotordivisionen togs över av Bombardier. Genmar gick då om Brunswick Corporation i storlek som fritidsbåttillverkare, men sålde redan samma år Hatteras Yachts Inc. till Brunswick. 
År 2009 gick företaget i konkurs.

## Båtmärken i urval
Aquasport, Carver Yachts, Champion Boats, Crestliner, Glastron, Hatteras Yachts (sålt 2001 till Brunswick Corporation), Larson Boats, Lowe Boats,  Scarab Boats, Trojan Yachts och Wellcraft.